# معركة بونتا ديلغادا
معركة بونتا ديلغادو وهي معركة في 26 يوليو في سنة 1582 في ساحل جزيرة ساو ميغيل في جزر الازور وألتي كانت مستعمرة برتغالية ونشبت بين إسبانيا مع قوات برتغالية موالية للملك الإسباني فيليب الثاني ملك إسبانيا ضد مملكة فرنسا ومملكة إنجلترا وجمهورية هولندا مع قوات برتغالية موالية لأنطونيو من كراتو وعلى الرغم من كثرة عدد منافسي إسبانيا إلا أن مملكة إسبانيا استطاعت الانتصار وذلك بفضل ذكاء الأدميرال البحري ألفارو دي بازان حيث قاتلت إسبانيا ب28 سفينة حربية ولم تخسر أي واحدة منها بينما خسرت سفن منافستها 17 سفينة من 60 سفينة حربية وأصبحت جزر الازور تابعة لإسبانيا وكان من بين نتائج هذه الحرب التنشئة لتاسيس الإتحاد الأيبيري وكانت القوات الفرنسية المرسلة هي الأكبر في عهدها.